# Lucas Gómez
Lucas Emanuel Gómez Benites (ur. 6 października 1987 w Mendozie) – argentyński piłkarz występujący na pozycji napastnika, od 2025 roku zawodnik kostarykańskiego Jicaral.